# هونة
توجد بلدية هونة ولاية سعيدة تحدها شمالا بلدية عين لحجر وشرقا بلدية مولاي لعربي وغربا بلدية عين سلطان وهي بلدية تعدادها السكاني حوالي 19 000 نسمة يمارس الزراعة كمصدر أساسي